# Pommerit-le-Vicomte
Pommerit-le-Vicomte (bretonisch: Pañvrid-ar-Beskont) ist eine französische Gemeinde mit 1.842 Einwohnern  (Stand: 1. Januar 2022) im Département Côtes-d’Armor in der Region Bretagne.

## Geographie
Umgeben wird Pommerit-le-Vicomte von den Gemeinden Saint-Gilles-les-Bois im Norden und von Gommenec’h im Nordosten, von Tressignaux im Osten und von Goudelin im Südosten, von Le Merzer im Süden und von Squiffiec im Westen.

## Bevölkerungsentwicklung
| 1962 | 1968 | 1975 | 1982 | 1990 | 1999 | 2008 | 2012 |
| 1875 | 1724 | 1631 | 1713 | 1690 | 1728 | 1839 | 1856 |

## Baudenkmäler
Siehe: Liste der Monuments historiques in Pommerit-le-Vicomte